# Il bambino nascosto
Pour plus de détails, voir Fiche technique et Distribution.
Il bambino nascosto est un film dramatique italien réalisé par Roberto Andò présenté en première au Festival international de Venise en septembre 2021 et sorti dans les salles italiennes en novembre 2021. Le film est adapté du roman du même nom du réalisateur.

## Synopsis
Gabriele Santoro vit dans un quartier populaire de Naples et est professeur au Conservatoire San Pietro a Majella, où il enseigne le piano, c'est pourquoi il est simplement appelé Maestro dans le quartier. Un matin, alors qu'il se rase, le facteur sonne pour livrer un colis, alors Gabriele ouvre la porte. À ce moment, inaperçu, un garçon de 10 ans se faufile dans son appartement et s'y cache. Quand il découvre cela tard dans la soirée, le garçon se présente comme Ciro. Mais le garçon ne veut pas en révéler beaucoup plus, y compris pourquoi il s'est enfui de ses parents et de ses frères et sœurs qui vivent à l'étage du bâtiment. Gabriele décide de l'héberger dans son appartement pour le moment.

## Fiche technique
- Titre original : Il bambino nascosto
- Réalisation : Roberto Andò
- Scénario : Roberto Andò, d'après son roman
- Photographie : Maurizio Calvesi
- Montage : Esmeralda Calabria
- Musique :
- Pays d'origine :  Italie
- Langue originale : italien
- Format : couleur
- Genre : dramatique
- Durée : 110 minutes
- Dates de sortie :   
  - Italie : 11 septembre 2021 (Mostra de Venise)

## Distribution
- Silvio Orlando : Professor Gabriele Santoro
- Lino Musella : Diego
- Gianfelice Imparato : Renato Santoro
- Roberto Herlitzka : Massimo Santo
- Francesco Di Leva : Biagio
- Enzo Casertano : Vittorio
- Giuseppe Pirozzi : Ciro
- Giuseppe Brunetti :
- Imma Villa : Angela Acerno
- Tonino Taiuti : Nunzio

## Récompenses
- Nomination pour le Queer Lion[2].